# Герб Валенсії
Герб міста Валенсії базується на Королівському знаку Арагона, після поступки Педро ель Церемоніосо, до якого з часом були включені різні елементи, що пов'язані з особистим гербом Хайме II Арагонського, який включив місто до складу Корони. Емблема із зображенням герба, який використовує міська рада Валенсії, гарантує його інституційне використання, незважаючи на те, що вона не є офіційною в Офіційному віснику "Generalitat Valenciana" (DOGV). 

## Блазон
У квадратному щиті, що стоїть на одній з його вершин, у золотому полі чотири червоними смугами. Щит супроводжений обабіч двома сиглями "L", увінчаними коронами, та двома лавровими гілками, що перев'язані знизу червоною стрічкою. На щиті відкрита королівська корона, з кажаном із розпростертими крилами у клейноді.

## Історія
Першим гербом міста було зображення міста на водах.
Після завоювання Валенсії Хайме I у 1238 році і до правління Педро IV місто використовувало як власний герб щит із чотирма червоними смугами на золотому полі без корони чи шолома. Поруч із ним розміщувався старий герб. Ця емблема представлена в одному з перших муніципальних описах (1312 р.) та в щиті, вирізаному в готичних дверях собору Валенсії.
Нинішній герб міста Валенсії, у формі каїра (квадрат, що спирається на одну з його вершин), з чотирма червоними смугами на золотому полі та королівською короною, датується 1377 р., коли він був затверджений.
Педро IV, визнаючи опір протистояння Валенсії Педро I Кастильський під час війни з двох Педро (1356 - 1365), надає місту Валенсії право використовувати герб та королівську корону.
З цього геральдичного прапора, прийнятого у вигляді знамена, з вінцем на брусах королів Арагонської корони, він перетворився на вексилологічний елемент символыки, офіційний прапор Валенської громади[джерело?]. 
На початку XVI століття на деяких щитах з'явилася фігура кажана, відома як щурячий пенат. Існують численні легенди, що пояснюють причину появи кажана на щиті, всі вони пов’язані з облогою міста військами Хайме І, хоча найбільш достовірним є його прийняття подібним до дракона, який використовується у клейноды як особиста емблема монарха Педро IV.
Також з XVII століття є "L" обабіч щита, що символізує титул "двічі вірних", наданий Педро місту за дві облоги, які воно зазнало у війні з Кастилією, згаданою вище.
З кінця іспанської війни за незалежність (1808-1814 рр.) герб отримав бав дві лаврові гілки, які символізують оборону міста проти французького генерала Монсі, як вірність міста Фернандо VII.

## Зображення

### Історія герба

Герб Королівства та міста Валенсії, XIV-XVI століттях. У 1377 році король Арагону (і Валенсії) Педро IV дозволив використовувати арагонський королівський герб як емблему Валенсії (зазвичай у формі ромба)
Герб королівства та міста Валенсії, XVI-XVIІІ століттях
Герб Королівства та міста Валенсії з Королівським Гербом Арагону XVIІ століття, за даними L'Apoteosi Heràldica de Barcelona (1668), Анонім
Герб Валенсії (1503 р.)
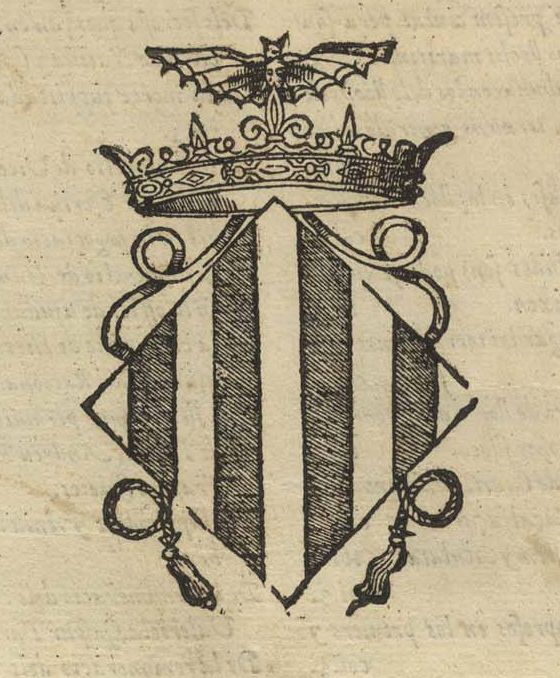
Герб Валенсії (1604 р.)
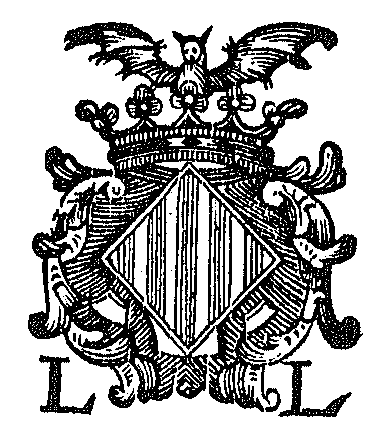
Герб Валенсії (1767 р.)
Печатка міста Валенсії (ХІХ ст.)
Печатка міста Валенсії (ХІХ ст.)
Печатка міста Валенсії (ХІХ ст.)
Печатка міста Валенсії (ХІХ ст.)
Печатка міста Валенсії (ХІХ ст.)
Печатка міста Валенсії (ХІХ ст.)

### Герб в архітектурних пам'ятках

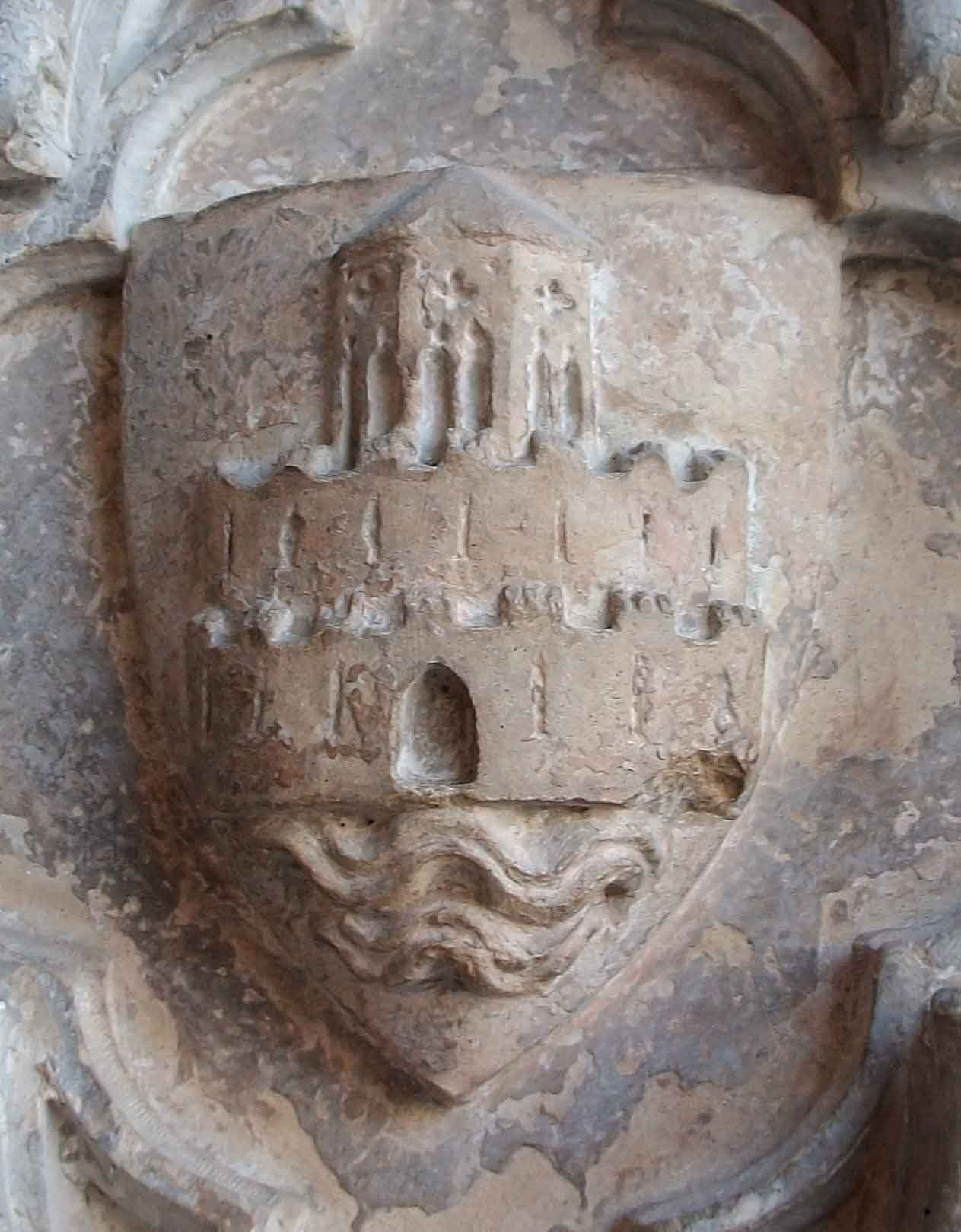
Старий герб Валенсії на соборі
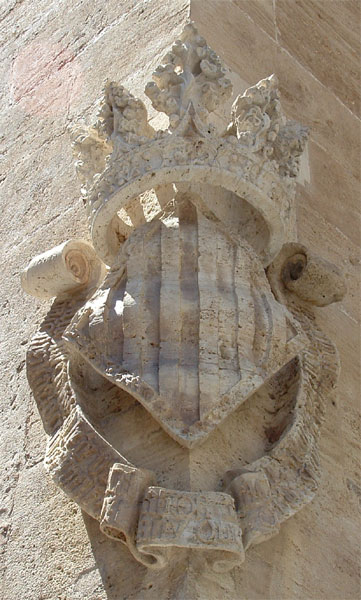
Коронований герб у Лонха-де-ла-Седи у Валенсії з кінця XV століття
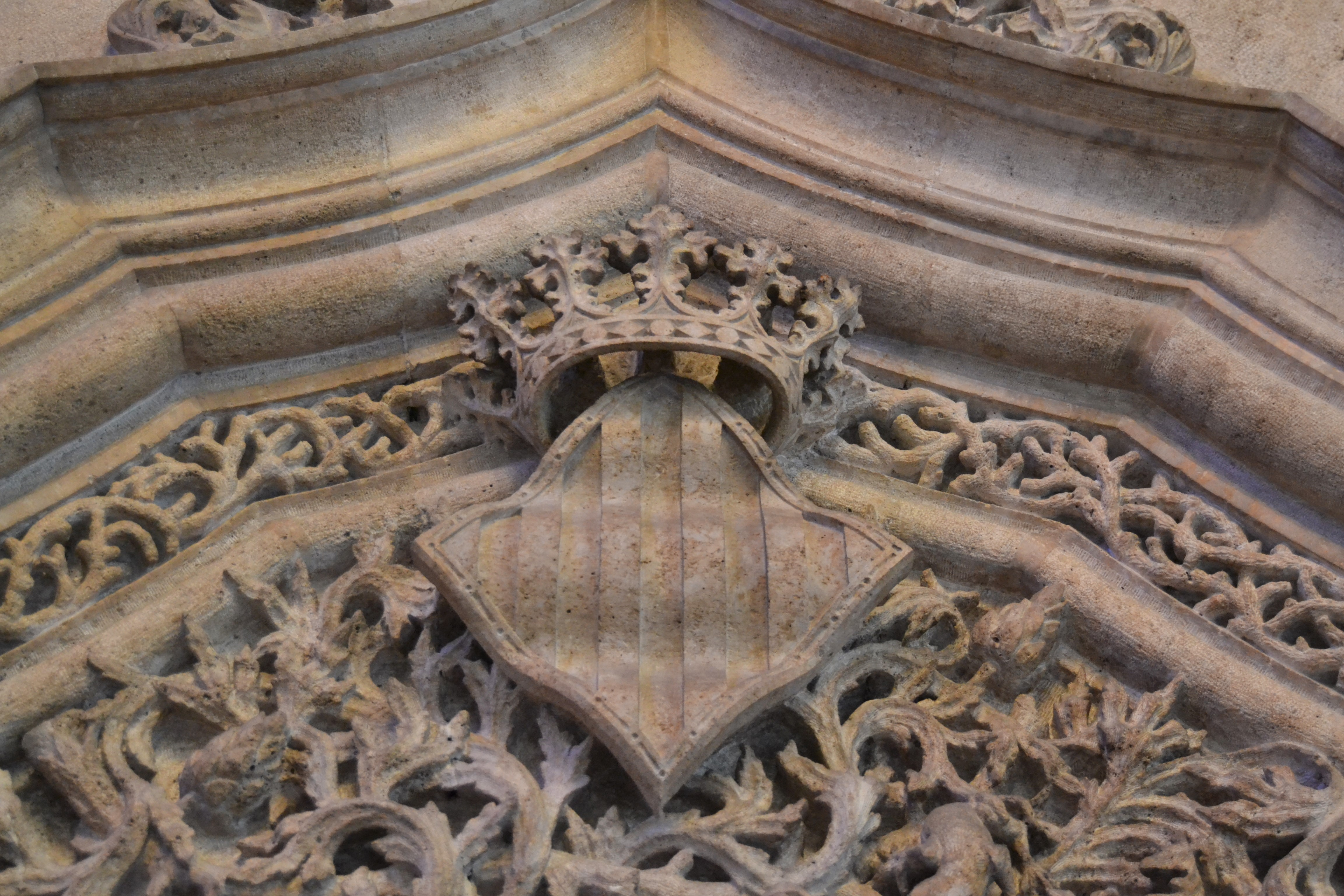
Щит на дверях каплиці Лонха-де-ла-Седа
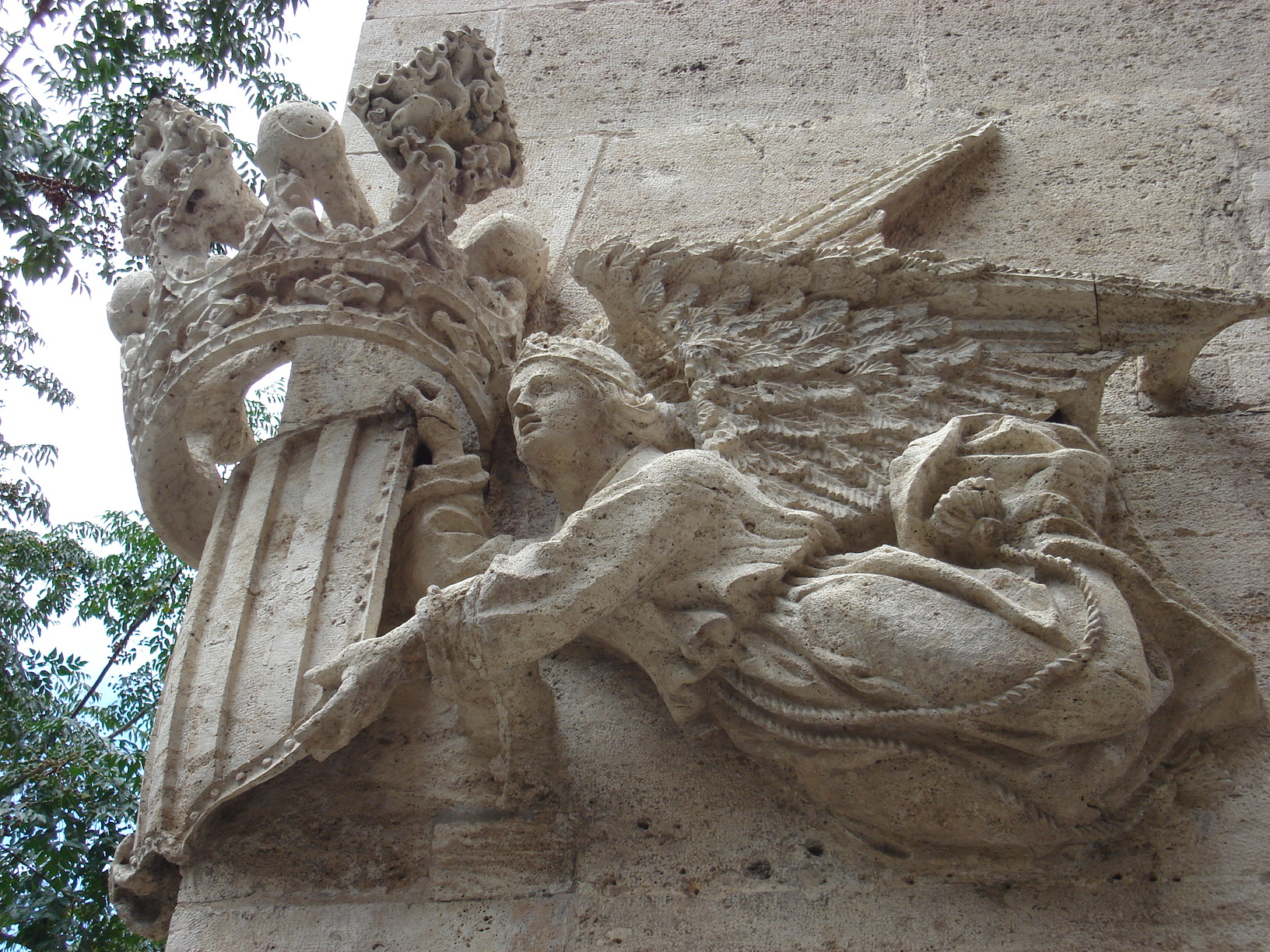
Лонха-де-ла-Седа
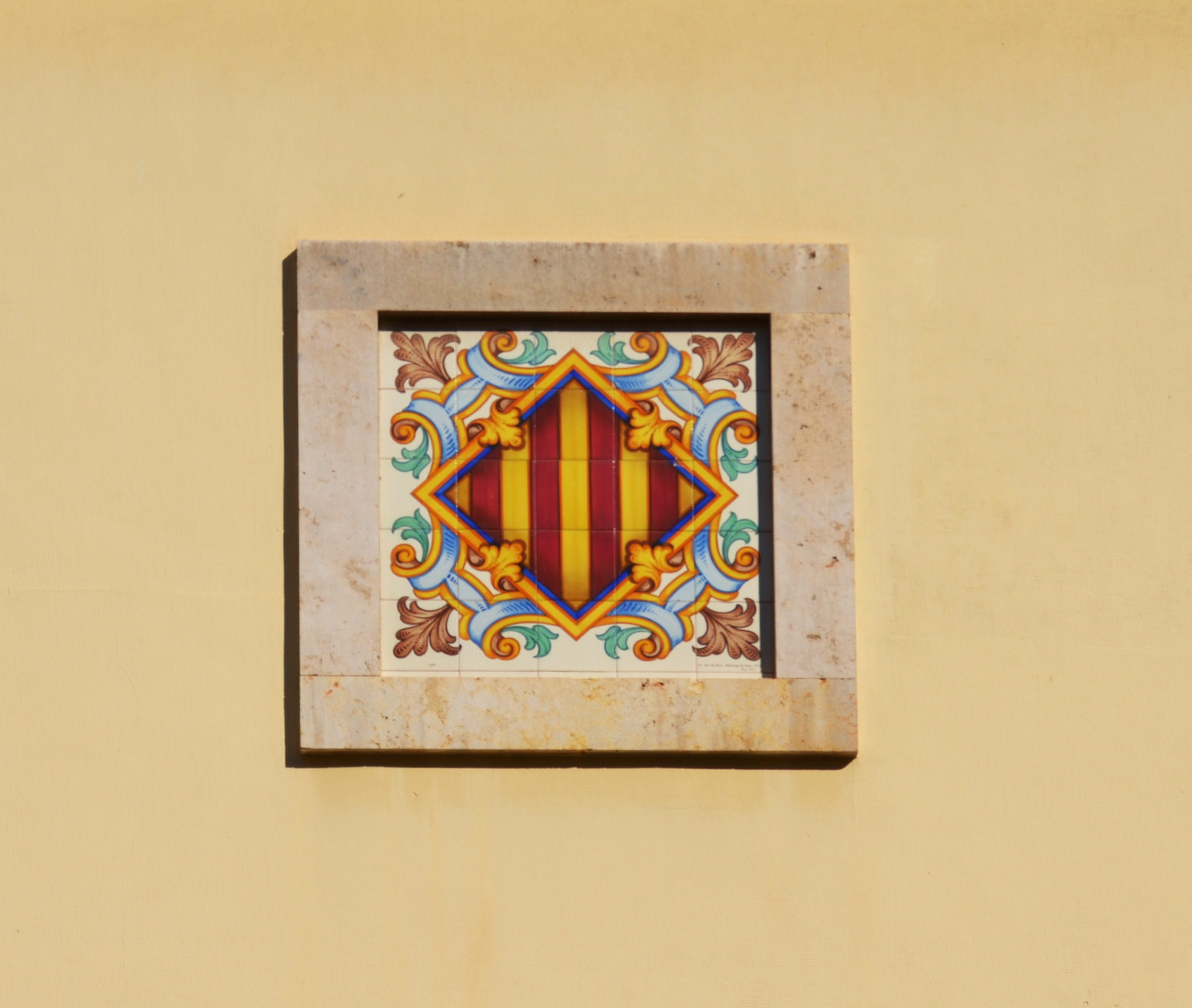
Герб у старому Меркадо де Абастос де Валенсія
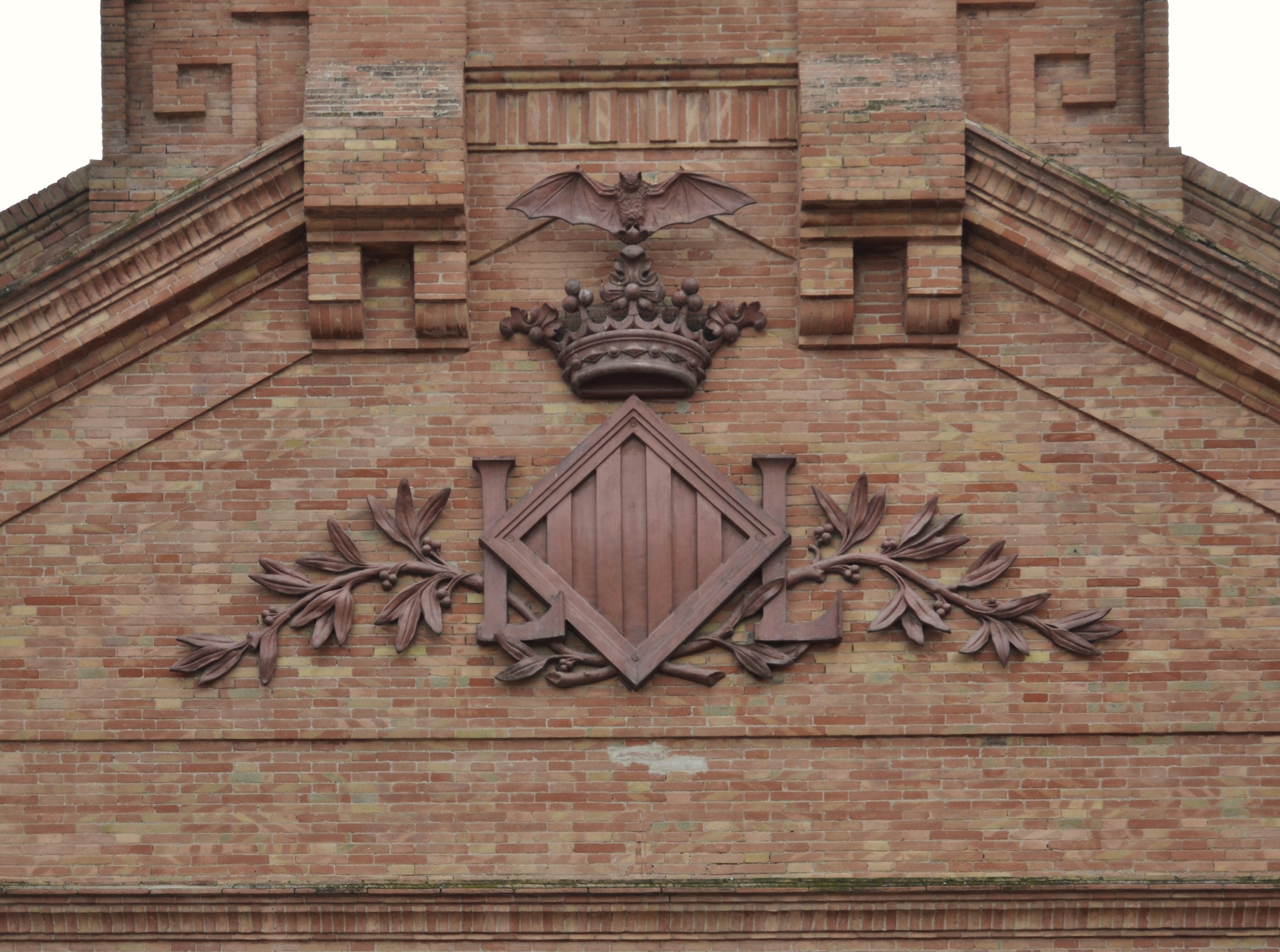
Щит у старому бойню міста
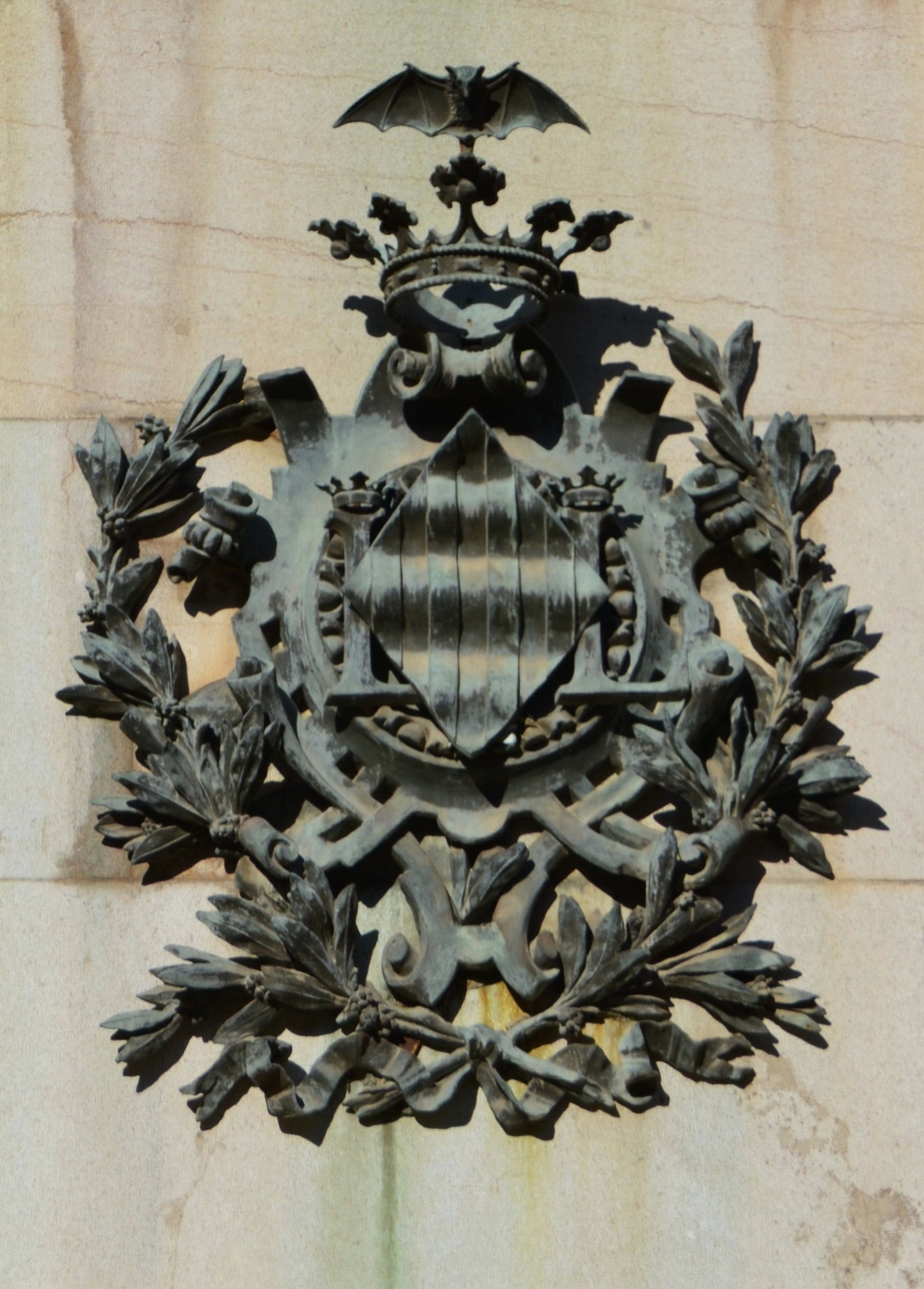
Щит на пам’ятнику Хайме I в садах Партер
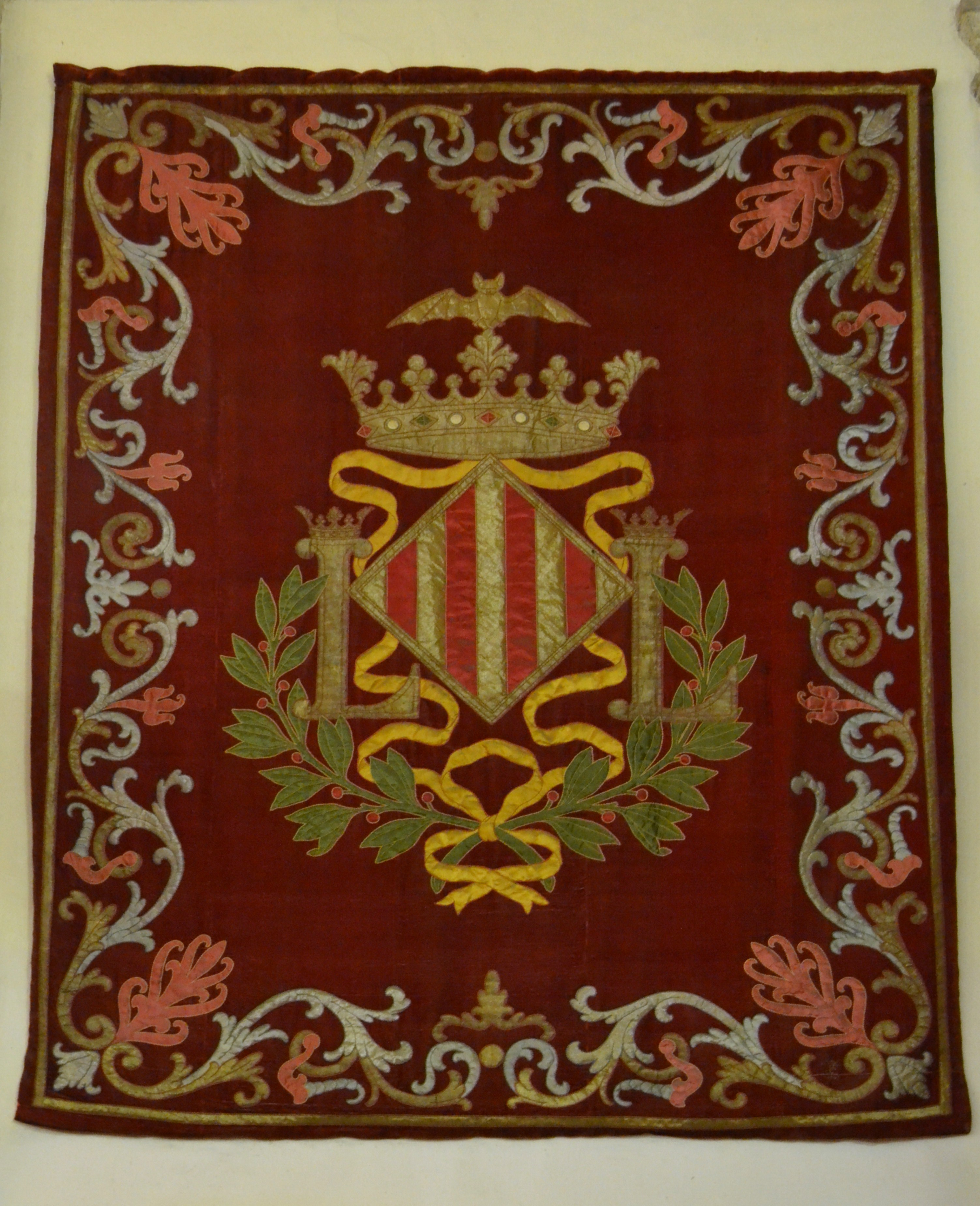
Трапезна монастиря Сан -Доменек, гобелен з гербом Валенсії
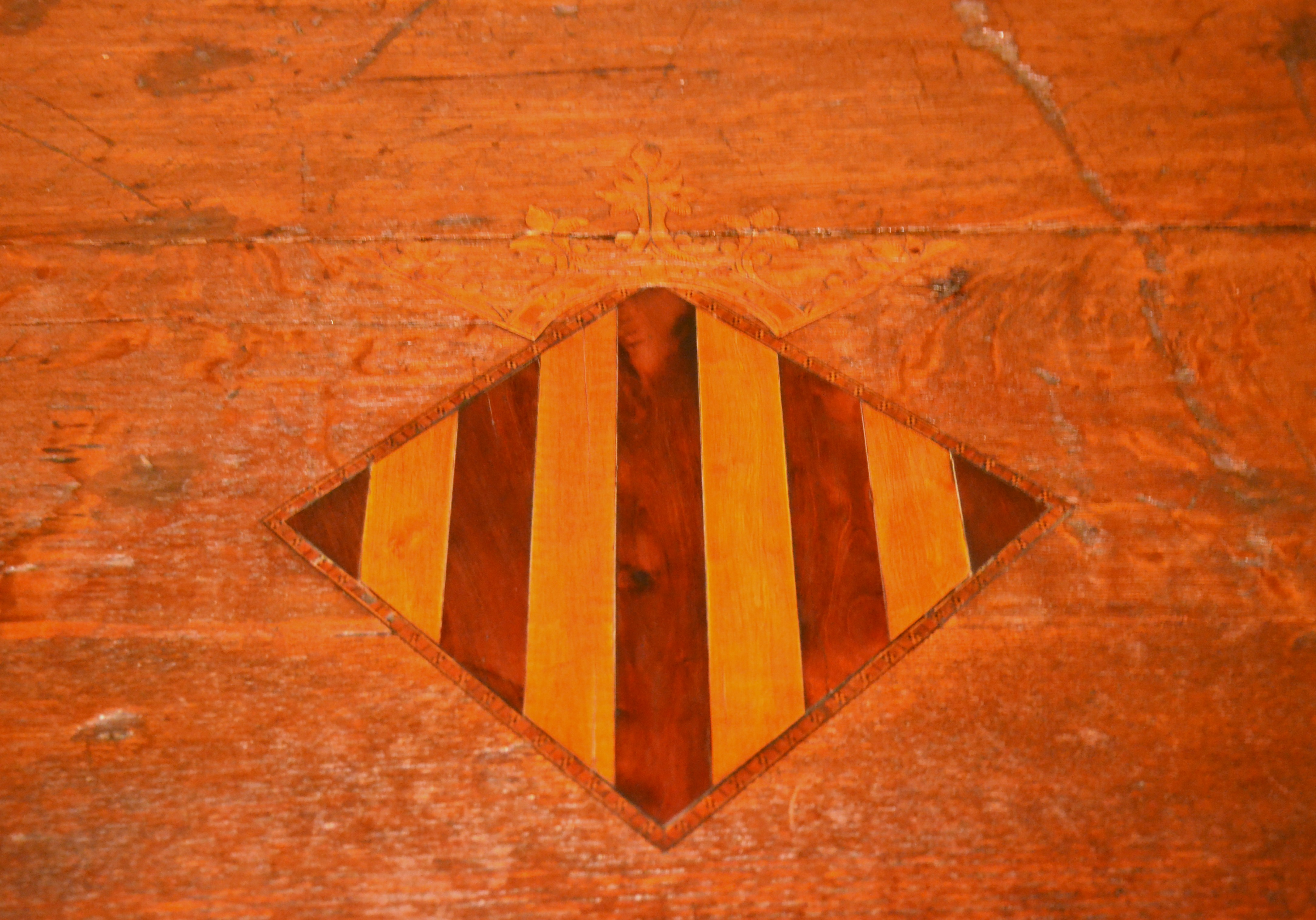
Герб в Caixa де Гро з Карвелонського палацу
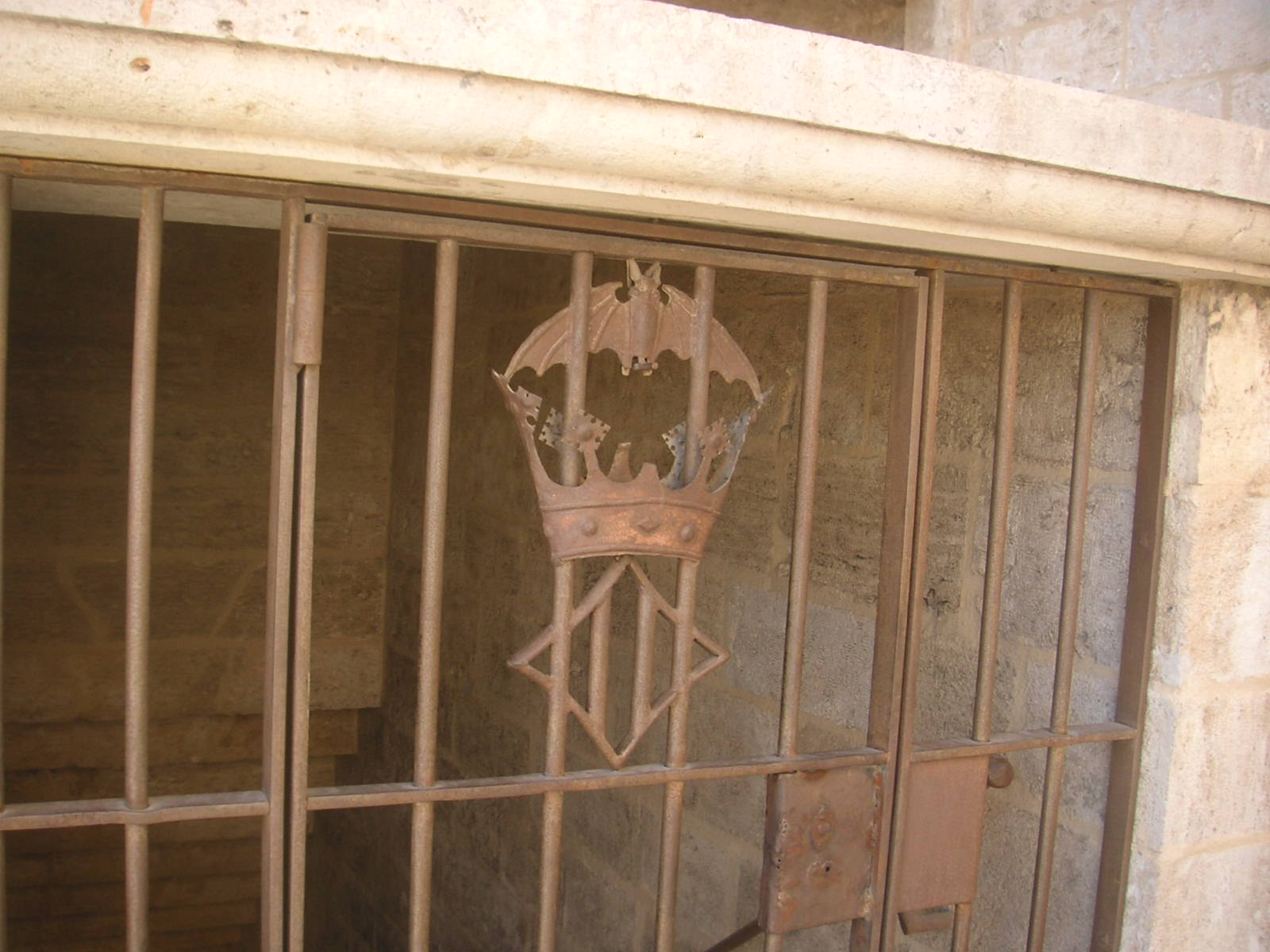
Герб на одній із дверей під'їзду до Торрес Серранос